# 松隆子
松隆子（日语：／ Matsu Takako，1977年6月10日—），日本女歌手、演員。出生於東京都，本名藤間隆子，身高165公分，血型A型。「松本幸華」為松隆子在日本舞踊領域的藝名（舞踊名，初代松本流）。

## 個人生活

### 家庭成員
- 父親：松本白鸚（第九代松本幸四郎，歌舞伎演員）
- 母親：藤間紀子（日语：藤間紀子）（實業家）
- 姐姐：松本紀保（日语：松本紀保）（演員）
- 哥哥：第十代松本幸四郎（歌舞伎演員）
- 丈夫：佐橋佳幸（日语：佐橋佳幸）（音樂人、廣播主持人）
- 姐夫：川原和久（日语：川原和久）（演員）

### 成長背景
松隆子自幼稚園開始於白百合學園學習至高中一年級。其後高中轉讀堀越高等學校藝能課程，大學就讀亞細亞大學國際關係部，二年後休學。

### 婚姻生活
2007年12月28日和知名音樂人佐橋佳幸閃電結婚。2014年11月在個人官方網站寫下親筆信，宣布懷孕。2015年3月30日松隆子在官方網站報告：「我們夫婦終於有了個3466公克重的健康女兒。滿心感激能順利生下女兒，也滿心感激所有支持我們的人。」

## 演藝生涯
1993年16歲那年，初次踏足舞台，在歌舞伎座參演《人情噺文七元結》。1994年，首次演出電視劇NHK大河劇《花之亂》。1995年，主演NHK連續劇《藏》。
1996年，以19歲之齡成為紅白歌合戰史上最年輕的司儀。1997年，開始進軍樂壇灌錄唱片，至今已經發行逾20張單曲，舉行了4次全國巡迴演唱會，以演員和歌手的身份作多線發展。
隨後幾年，多次演出富士電視台的「月九」電視劇，當中1996年的、1997年的都和木村拓哉合作，屢創收視紀錄，使她作為女演員的知名度顯著上升，在舞台劇、電視劇和電影各方面極為活躍。
2009年，領銜主演電影，贏得第33屆日本電影金像獎最佳女主角，並在另外四個電影頒獎禮也奪得影后殊榮。2010年，以中島哲也執導的話題電影《告白》再度獲得多項肯定。
2017年，將事業重心放在舞台劇的松隆子，睽違五年再度演出電視連續劇《四重奏》，並以此劇獲得第7回CONFiDENCE日劇大獎最佳女主角獎、第92回日劇學院賞最佳女主角等獎項。

## 戲劇作品

### 舞台劇
首演係指松隆子有參加演出的某劇某版本，不一定代表該劇第一次上演；再演表示松隆子個人再次參與某劇本的演出，但不一定是相同版本、角色或劇組。
- 1993年 人情文七元結（歌舞伎座）初登舞台
- 1994年 、紫陽花（新橋演舞場）
- 1994年 瀧白絲、（新橋演舞場）
- 1995年 堂吉诃德（青山劇場、首演）
- 1995年 哈姆雷特（銀座Saiaon劇場、首演）
- 1997年 堂吉诃德（名鐵劇場・青山劇場、再演）
- 1998年 哈姆雷特（銀座Saiaon劇場、再演）
- 1999年 天涯之花（新橋演舞場）
- 1999年 四川好人（新國立劇場）
- 1999年 堂吉诃德（劇場飛天・青山劇場、再演）
- 2000年 交響樂池！（青山劇場）
- 2000年 VOYAGE～船上的狂歡節～（Theatre Cocoon）
- 2001年 夏季旅館（PARCO劇場）
- 2001年 四川好人（赤坂ACT Theatre、再演）
- 2002年 咆哮山莊（新橋演舞場）
- 2002年 堂吉珂德（博多座・帝國劇場、再演）
- 2002年 莫扎特！（日生劇場）
- 2003年 OIL（Theatre Cocoon・近鐵劇場）
- 2004年 阿初（新橋演舞場）
- 2004年 浪人街（青山劇場）
- 2004年 西貢小姐（帝國劇場）
- 2005年 高加索灰闌記（世田谷公共劇場）
- 2005年 堂吉诃德（名鐵劇場・帝國劇場、再演）
- 2005年 贗作 罪與罰（Theatre Cocoon、首演）
- 2006年 贗作 罪與罰（Theatre Cocoon・Theatre BRAVA!、首演）
- 2006年 劇団☆新感線 メタル マクベス～SHINKANSEN☆RS（2006年、青山劇場・大阪厚生年金会館大ホール・まつもと市民芸術館主ホール）
- 2007年 ひばり（2007年、シアターコクーン）
- 2007年 ロマンス（2007年、8月3日—9月30日、世田谷パブリックシアター）
- 2008年 SISTERS（PARCO劇場・北九州芸術劇場・りゅーとぴあ・シアター・ドラマシティ）
- 2009年 パイパー
- 2009年 簡・愛
- 2010年 2人の夫とわたしの事情
- 2011年 十二夜
- 2012年 簡・愛(再演)
- 2012年－2013年 音のいない世界で
- 2014年 もっと泣いてよフラッパー
- 2015年 かがみのかなたはたなかのなかに
- 2016年 逆鱗（1月29日－3月13日，東京藝術劇場）[4]

### 電視劇
- 1994年 花之亂／日野富子
- 1995年 藏／田乃内烈
- 1996年 古畑任三郎／毛利サキ
- 1996年 ／奥澤涼子
- 1996年 秀吉／淀
- 1996年 是誰造成今日的我／岩崎奈津子
- 1997年 龍馬がゆく／千葉さな子
- 1997年 理想與友情／村中宏子
- 1997年 古都之戀歌／内藤桃代
- 1997年 同一屋簷下2／望月実希
- 1997年 春燈／富田綾子
- 1997年 ／上杉理子
- 1998年 烏鯉／山下薫子
- 1998年 陣平／高梨美久
- 1999年 櫂／富田喜和
- 1999年 今夜營業中／高松たか子
- 2000年 ／中谷節子
- 2001年 HERO／雨宮舞子
- 2001年 邁向光明的方向～童謠詩人金子美鈴～／金子美鈴
- 2001年 忠臣藏1/47／阿久利
- 2002年 東京物語／平山紀子
- 2003年 愛相隨／谷町瑞穗
- 2004年 龍馬がゆく／大浦屋お慶
- 2005年 広島 昭和20年8月6日／矢島志のぶ
- 2006年 HERO番外篇／雨宮舞子
- 2006年 役者魂／烏山瞳美
- 2009年－2011年 坂上之雲／佐久間多美
- 2012年 命運之人／弓成由里子
- 2014年 老爹的背影單篇SP／樋口瞳子
- 2017年 四重奏／巻真紀
- 2019年 NO SIDE GAME／君嶋的妻子 ／真希
- 2020年 開關Switch／蔦谷円
- 2021年 大豆田永久子與三個前夫／大豆田永久子
- 2025年 慢行列車／渋谷葉子
- 2025年 幸福的婚姻／鈴木涅盧拉（鈴木ネルラ）[5]

### 電影
- 1997年 東京日和／水谷
- 1998年 四月物語／楡野卯月
- 2003年 9 souls／ユキ
- 2004年 隱劍鬼爪／喜惠
- 2006年 有頂天大飯店／竹本ハナ
- 2006年 ／三谷亘（動畫配音）
- 2007年 HERO／雨宮舞子
- 2007年 ／瑞枝(瑞惠)
- 2008年 K20：怪人二十面相／羽柴葉子
- 2009年 櫻之桃與蒲公英／佐知
- 2010年 告白／森口悠子
- 2011年 大鹿村騷動記／織井美江
- 2011年 One Life（紀錄片旁白）
- 2012年 賣夢的兩人／市澤里子
- 2014年 冰雪奇緣／艾莎（日語版配音）
- 2014年 東京小屋／平井時子
- 2015年 再見金錢，前往貧困村／天野亞希子
- 2015年 HERO2／雨宮舞子
- 2018年 來了/ 比嘉琴子
- 2019年 冰雪奇緣2／艾莎（日語版配音）
- 2019年 假面飯店／ 片桐瑶子 / 長倉麻貴
- 2020年 最後的情書／岸辺野裕里
- 2022年 峠最后的武士／小數賀
- 2022年 舌尖上的禪／真知子
- 2025年 穿越時空の初吻(1ST KISS)／硯神奈
- 2025年 夏日沙上／小浦惠子

### 遊戲
- 日版王國之心III（2019年PS4遊戲）─艾莎 (冰雪奇緣)

## 音樂作品

### 專輯
- 1997年 空之鏡
- 1998年 アイノトビラ
- 2000年 何時會有櫻花雨...（日语：いつか、櫻の雨に…）
- 2001年 A piece of life
- 2001年 Five Years～singles
- 2002年 松たか子concert tour vol.1 「a piece of life」
- 2003年 home grown（日语：home grown）
- 2003年 harvest songs（日语：harvest songs）
- 2004年 matsu takako concert tour 2003 "second wave"
- 2006年 因為我們存在（日语：僕らがいた (松たか子のアルバム)）
- 2006年 single collection 1999-2005
- 2007年 Cherish You（日语：Cherish You）
- 2008年 footsteps~10th Anniversary Complete Best
- 2009年 Time for music（日语：Time for music）
- 2017年 明日はどこから

### 單曲
| 張數 | 發佈日         | 名稱           | 規格              | 販賣生產編號                              |
| ---- | -------------- | -------------- | ----------------- | ----------------------------------------- |
| 1st  | 1997年3月21日  | 明天春天來了   | 8cmCD             | BVDR-1151                                 |
| 2nd  | 1997年5月21日  | I STAND ALONE  | 8cmCD             | BVDR-1165                                 |
| 3rd  | 1997年6月21日  | WIND SONG      | 8cmCD             | BVDR-1166                                 |
| 4th  | 1997年11月21日 | 真冬之記憶     | 8cmCD             | BVDR-1200                                 |
| 5th  | 1998年3月25日  | 櫻花輕飄       | 8cmCD             | BVDR-1218                                 |
| 6th  | 1998年5月27日  | 對不起。       | 8cmCD             | BVDR-1229                                 |
| 7th  | 1998年9月4日   | Stay with me   | 8cmCD             | BVDS-21001                                |
| 8th  | 1999年9月22日  | 夢之點滴       | 12cmCD            | POCH-1838                                 |
| 9th  | 1999年11月17日 | 月之舞         | 12cmCD            | POCH-1862                                 |
| 10th | 2000年2月9日   | 櫻之雨何時下   | 12cmCD            | POCH-1894                                 |
| 11th | 2000年10月25日 | 優柔的風       | 12cmCD            | UPCH-5025                                 |
| 12th | 2001年3月14日  | 愛戀的人       | 12cmCD            | UPCH-5031                                 |
| 13th | 2001年10月24日 | 花樣           | 12cmCD            | UPCH-5069                                 |
| 14th | 2002年6月26日  | Clover         | 12cmCD            | UPCH-5095                                 |
| 15th | 2002年11月13日 | 吻上明天       | 12cmCD            | UPCH-5140                                 |
| 16th | 2003年7月23日  | 真心情         | 12cmCD            | UPCH-5201                                 |
| 17th | 2004年9月1日   | 時之舟         | 12cmCD            | UPCH-5269                                 |
| 18th | 2005年4月6日   | 未來           | 12cmCD            | UPCH-5300                                 |
| 19th | 2006年3月22日  | 迎向光明       | 12cmCD            | BVCR-19675                                |
| 20th | 2006年11月29日 | 我們都是一個人 | 12cmCD+DVD 12cmCD | BVCR-19984/5 (初回版) BVCR-19078 (普通版) |
| 21st | 2009年10月21日 | 與你一起       | CD+DVD 12cmCD     | BVCL-20001/2 (初回版) BVCL-35 (普通版)    |
| 22nd | 2017年11月15日 | 明天会在哪里   | CD                | BVCL-843                                  |

### 演唱會
| 名稱                                 | 日期                           |
| ------------------------------------ | ------------------------------ |
| concert tour vol.1 “a piece of life” | 2001年10月24日－2001年11月19日 |
| concert tour 2003 “second wave”      | 2003年10月10日－2003年11月29日 |
| concert tour 2007 “I Cherish You”    | 2007年5月18日－2007年6月29日   |
| concert tour 2010 “Time for music”   | 2010年1月16日－2010年2月27日   |

### 電影原聲帶
- 1998年 《四月物語》
- 2019年 《冰雪奇緣2》“Into the Unknown”。

### 音樂配信
| 日期          | 歌曲名稱               | 製作單位                                     | 備註                                                          |
| ------------- | ---------------------- | -------------------------------------------- | ------------------------------------------------------------- |
| 2015年3月13日 | 笑顔をみせて           | 作詞・作曲：松たか子/編曲：佐橋佳幸          | SEIKO TV-CM「輝く時。」篇主題歌                               |
| 2017年2月7日  | おとなの掟(大人的法則) | 作詞・作曲：椎名林檎/編曲：斎藤ネコ 椎名林檎 | TBS日劇『カルテット (四重奏)』主題歌 以Doughnuts Hole名義推出 |

## 出版品

### DVD
- 1997年 filM 空の鏡
- 2000年 Film いつか、桜の雨に…
- 2002年 松たか子concert tour vol.1“a piece of life”on film
- 2002年 tour documentary film“Diary”
- 2004年 matsu takako concert tour 2003“second wave”on film
- 2007年 MATSU TAKAKO concert tour 2007“I Cherish You”on film
- 2010年 Takako Matsu Concert Tour 2010 “Time for Music”

### 個人著作
- 2003年 松のひとりごと（松的自言自語）／朝日新聞出版
- 2008年 父と娘の往復書簡（父親和女兒的來往書信）／文藝春秋出版

## 主要獎項
- 1997年 黃金飛翔獎 新人賞
- 1997年 第22回報知電影獎 最優秀新人賞受賞（東京日和）
- 1997年 第34回Golden Arrow賞 放送新人賞 最優秀新人賞
- 1997年 日本音樂大賞第12回The Best New Artist of the Year賞
- 2000年 第50回藝術選獎 文部大臣新人賞 演劇部門
- 2000年 第21回松尾藝能賞 演劇、TV 新人賞
- 2002年 第10回橋田賞TV部門特別賞（邁向光明的方向～童謠詩人金子美鈴～）
- 2003年 第38回紀伊國屋演劇賞（NODA・MAP公演「OIL」）
- 2004年 第29回報知電影獎 最優秀主演女優賞（隱劍鬼爪）
- 2005年 第28回日本電影金像獎 優秀主演女優賞（隱劍鬼爪）
- 2006年 第13回読売演劇大賞 女優賞
- 2006年 第43回Golden Arrow賞 演劇賞
- 2007年 第31回日本電影金像獎 優秀助演女優賞 （東京鐵塔：我的母親父親）
- 2008年 第7回朝日舞台芸術賞
- 2008年 第15回読売演劇大賞 最優秀女優賞
- 2009年 第34回報知電影獎 最優秀主演女優賞（櫻之桃與蒲公英）
- 2009年 山路文子電影獎 優秀女演員獎（櫻之桃與蒲公英）
- 2009年 第22回日刊體育電影獎 最佳女主角（櫻之桃與蒲公英）
- 2010年 第83回電影旬報獎 最佳女主角（櫻之桃與蒲公英）
- 2010年 第33回日本電影金像獎 最優秀主演女優賞（櫻之桃與蒲公英）
- 2011年 第34回日本電影金像獎 優秀主演女優賞（告白）
- 2013年 第36回日本電影金像獎 優秀主演女優賞（賣夢的兩人）
- 2017年 第7回CONFiDENCE日劇大獎最佳女主角（四重奏）[6]
- 2017年 第92回日劇學院賞最佳女主角（四重奏）[7]
- 2017年 第92回日劇學院賞主題曲賞《大人的法則》（四重奏）
- 2018年 第26回橋田賞 俳優部門（四重奏）
- 2021年 第108回日劇學院賞最佳女主角（大豆田永久子與三個前夫）

## 外部連結
- 松隆子官方網頁club.M （页面存档备份，存于）
- 日本索尼唱片 松隆子網頁 （页面存档备份，存于）
- 松隆子在互联网电影资料库（IMDb）上的資料（英文）